# Psoloptera
Psoloptera is een geslacht van vlinders van de familie spinneruilen (Erebidae), uit de onderfamilie Arctiinae.

## Soorten
- P. aurifera Herrich-Schäffer, 1854
- P. basifulva Schaus, 1894
- P. leucosticta Hübner, 1827
- P. locotmemica Bryk, 1953
- P. melini Bryk, 1953
- P. thoracica Walker, 1854